# Цирконий
Цирко́ний (химический символ — Zr, от лат. Zirconium) — химический элемент 4-й группы (по устаревшей классификации — побочной подгруппы четвёртой группы, IVB), пятого периода периодической системы химических элементов Д. И. Менделеева, с атомным номером 40.
Простое вещество цирконий — блестящий металл серебристо-серого цвета. Обладает высокой пластичностью и устойчив к коррозии.

## История и происхождение названия
Цирконий в виде диоксида впервые был выделен в 1789 году немецким химиком М. Г. Клапротом в результате анализа минерала циркона (природного силиката циркония).
В свободном виде цирконий впервые был выделен шведским химиком Берцелиусом в 1824 году. Свободный от примесей чистый цирконий удалось получить лишь более чем через 100 лет (А. ван Аркель, 1925 год).
Происхождение самого слова циркон неясно. Возможно, оно происходит от арабского zarkûn (киноварь) или от персидского zargun (золотистый цвет).

## Нахождение в природе
Соединения циркония широко распространены в литосфере. По разным данным кларк циркония от 170 до 250 г/т. Концентрация в морской воде 5⋅10−5 мг/л. Цирконий — литофильный элемент. В природе известны его соединения исключительно с кислородом в виде окислов и силикатов. Несмотря на то, что цирконий — рассеянный элемент, насчитывается около 40 минералов, в которых цирконий присутствует в виде окислов или солей. В природе распространены главным образом циркон (ZrSiO4)(67,1 % ZrO2), бадделеит (ZrO2) и различные сложные минералы (эвдиалит (Na, Ca)5(Zr, Fe, Mn)[O,OH,Cl][Si6O17] и др.). Во всех земных месторождениях цирконию сопутствует гафний, который входит в минералы циркона благодаря изоморфному замещению атома Zr.
Циркон является самым распространенным циркониевым минералом. Он встречается во всех типах пород, но главным образом в гранитах и сиенитах. В округе Хендерсон (штат Северная Каролина) в пегматитах были найдены кристаллы циркона длиной в несколько сантиметров, а на Мадагаскаре были обнаружены кристаллы, масса которых исчисляется килограммами.
Бадделеит был найден Юссаком в 1892 году в Бразилии, основное месторождение находится в районе Посус-ди-Калдас. Там была найдена глыба бадделеита весом около 30 т, а в водных потоках и вдоль обрыва бадделеит встречается в виде аллювиальной гальки диаметром до 7,5 мм, известной под названием фавас (от порт. fava — боб). Фавас обычно содержит свыше 90 % диоксида циркония.

### Месторождения
Наиболее крупные месторождения циркония расположены на территории США, Австралии, Бразилии, Индии.
В России, на долю которой приходится 10 % мировых запасов циркония (3-е место в мире после Австралии и ЮАР), основными месторождениями являются: Ковдорское коренное бадделит-апатит-магнетитовое в Мурманской области, Туганское россыпное циркон-рутил-ильменитовое в Томской области, Центральное россыпное циркон-рутил-ильменитовое в Тамбовской области, Лукояновское россыпное циркон-рутил-ильменитовое в Нижегородской области, Катугинское коренное циркон-пирохлор-криолитовое в Читинской области и Улуг-Танзекское коренное циркон-пирохлор-колумбитовое. Огромные запасы и ресурсы циркония сосредоточены в нефелиновых сиенитах Ловозерского ультращелочного массива на Кольском полуострове, где этот металл входит в состав многих минералов, в частности эвдиалита.

## Физико-химические свойства
Полная электронная конфигурация атома циркония: 1s22s22p63s23p63d104s24p64d25s2
Цирконий — блестящий серебристо-серый металл. Существует в трёх кристаллических модификациях, α, β и ω:
- α-Zr — гексагональная сингония, пространственная группа P63/mmc, параметры ячейки a = 0,3231 нм, c = 0,5146 нм, Z = 2, d = 6,5107 г/см3 с плотноупакованной решёткой типа магния.
- β-Zr — кубическая сингония (объёмно-центрированная решётка), пространственная группа Im3m, параметры ячейки a = 0,361 нм, Z = 2 с решёткой типа α-Fe. Переход α ↔ β происходит при 863 °C, ΔH перехода 3,89 кДж/моль[2]. Добавки Al, Sn, Pb, Cd повышают, а Fe, Cr, Ni, Mo, Cu, Ti, Mn, Co, V и Nb понижают температуру перехода[2].
- ω-Zr — возникающая при высоких давлениях метастабильная гексагональная фаза, которая не является плотноупакованной и имеет три атома на элементарную ячейку[10].

Плотность α-циркония при 20 °C равна 6,5107 г/см³; температура плавления Tпл = 1855 °C; температура кипения Tкип = 4409 °C; удельная теплоёмкость (25—100 °C) 0,291 кДж/(кг·К) или 0,0693 кал/(г·°C), коэффициент теплопроводности (50 °C) 20,96 Вт/(м·К) или 0,050 кал/(см·с·°C); температурный коэффициент линейного расширения (20—400 °C) 6,9⋅10−6; удельное электрическое сопротивление циркония высокой степени чистоты (20 °C) 44,1 мкОм·см. Температура перехода в состояние сверхпроводимости 0,7 K.
Цирконий парамагнитен; удельная магнитная восприимчивость увеличивается при нагревании и при −73 °C равна 1,28⋅10−6, а при 327 °C — 1,41⋅10−6. Сечение захвата тепловых нейтронов 0,18⋅10−28 м² (0,18 барн), примесь гафния увеличивает это значение, поэтому для изготовления твэлов применяется цирконий, хорошо очищенный от гафния. Чистый цирконий пластичен, легко поддаётся холодной и горячей обработке (прокатке, ковке, штамповке). Наличие растворённых в металле малых количеств кислорода, азота, водорода и углерода (или соединений этих элементов с цирконием) вызывает хрупкость циркония. Модуль упругости (20 °C) 97 ГН/м² (9700 кгс/мм²); предел прочности при растяжении 253 МН/м² (25,3 кгс/мм²); твёрдость по Бринеллю 640—670 МН/м² (64—67 кгс/мм²); на твёрдость очень сильное влияние оказывает содержание кислорода: при концентрации более 0,2 % цирконий не поддаётся холодной обработке давлением.
Внешняя электронная конфигурация атома циркония 4d25s2. Для циркония характерна степень окисления +4. Более низкие степени окисления +2 и +3 известны для циркония только в его соединениях с хлором, бромом и иодом.
Компактный цирконий медленно начинает окисляться в пределах 200—400 °C, покрываясь плёнкой диоксида циркония ZrO2; выше 800 °C энергично взаимодействует с кислородом воздуха. Порошкообразный металл пирофорен — может воспламеняться на воздухе при обычной температуре. Цирконий активно поглощает водород уже при 300 °C, образуя твёрдый раствор и гидриды ZrH и ZrH2; при 1200—1300 °C в вакууме гидриды диссоциируют, и весь водород может быть удалён из металла. С азотом цирконий образует при 700—800 °C нитрид ZrN. Цирконий взаимодействует с углеродом при температуре выше 900 °C с образованием карбида ZrC. Карбид циркония и нитрид циркония — твёрдые тугоплавкие соединения; карбид циркония — полупродукт для получения хлорида ZrCl4. Цирконий вступает в реакцию со фтором при обычной температуре, а с хлором, бромом и иодом при температуре выше 200 °C, образуя высшие галогениды ZrHal4.
Цирконий устойчив в воде и водяных парах до 300 °C, при более высоких температурах (начиная с примерно 700 °C) начинается экзотермическая пароциркониевая реакция
{\displaystyle {\ce {Zr + 2 H2O -> ZrO2 + 2 H2 ^}}}
которая имеет важное значение при развитии аварий в ядерных реакторах с водным теплоносителем и/или замедлителем.
Не реагирует с соляной и серной (до 50 %) кислотами, а также с растворами щелочей. С азотной кислотой и царской водкой он взаимодействует при температуре выше 100 °C. Растворяется в плавиковой и горячей концентрированной (выше 50 %) серной кислотах. Из кислых растворов могут быть выделены соли соответствующих кислот разного состава, зависящего от концентрации кислоты. Так, из концентрированных сернокислых растворов циркония осаждается кристаллогидрат Zr(SO4)2·4H2O; из разбавленных растворов — основные сульфаты общей формулы xZrO2·ySO3·zH2O (где х:y > 1). Сульфаты циркония при 800—900 °C полностью разлагаются с образованием диоксида циркония. Из азотнокислых растворов кристаллизуется Zr(NO3)4·5H2O или ZrO(NO3)2·xH2O (где x = 2—6), из солянокислых растворов — ZrOCl2·8H2O, который обезвоживается при 180—200 °C.

## Получение
В промышленности исходным сырьём для производства циркония являются циркониевые концентраты с массовым содержанием диоксида циркония не менее 60—65 %, получаемые обогащением циркониевых руд.
Основные методы получения металлического циркония из концентратов — хлоридный, фторидный и щелочной процессы.
Хлоридный процесс основан на переводе циркония в летучий тетрахлорид ZrCl4 (Tсублимации = 331 °C) с дальнейшей его очисткой и последующим металлотермическим восстановлением магнием в циркониевую губку. Используются два варианта хлорирования концентратов: прямое хлорирование смеси циркониевых концентратов с коксом хлорируют при 900—1000 °С и хлорирование предварительно полученных спеканием концентратов с коксом смеси карбидов и карбонитридов циркония при 400—900 °С:
{\displaystyle {\ce {ZrO2 + 2 C + 2 Cl2 -> ZrCl4 + 2 CO}}}
{\displaystyle {\ce {ZrCl4 + 2 Mg -> Zr + 2 MgCl2}}}
При фторидном методе на первой стадии циркониевый концентрат спекают с гексафторсиликатом калия при 600—700 °С:
{\displaystyle {\ce {ZrO2 + K2[SiF6] -> K2[ZrF6] + SiO2}}}
Образовавшийся гексафторцирконат калия выщелачивают горячей водой и очищают фракционной перекристаллизацией от примеси гексафторгафната K2HfF6, после чего металлический цирконий получают электролизом расплава смеси гексафторцирконата калия и хлоридов калия и натрия.
Щелочной процесс является методом получения технически чистого диоксида циркония ZrO2, из которого металлический цирконий получают хлоридным или фторидным методом. В этом процессе цирконий переводится в растворимую форму спеканием концентрата с гидроксидом натрия при 600—650 °С, карбонатом натрия при 900—1100 °С либо со смесью карбоната и хлорида кальция при 1000—1300 °С, после чего образовавшиеся цирконаты натрия Na2ZrO3 или кальция CaZrO3 выщелачиваются соляной либо серной кислотами:
{\displaystyle {\ce {Na2ZrO3 + 4 HCl -> ZrOCl2 + 2 NaCl + 2 H2O}}}
{\displaystyle {\ce {CaZrO_3 + 3 H2SO4 -> ZrO(HSO4)2 + CaSO4 + 2 H2O}}}
Водные растворы хлорида или сульфата цирконила далее очищаются и гидролизуются, осадок ZrO(OH)2 прокаливают и получают технический диоксид циркония ZrO2.

## Биологическая роль и физиологическое действие
Цирконий не играет биологической роли в организме. Металлический цирконий и его нерастворимые соединения (диоксид, силикат) обладают высокой биологической инертностью (свойством никак не взаимодействовать с тканями и жидкостями организма благодаря химической стойкости). О воздействии соединений циркония на организм ничего не известно.
Пыль циркония представляет собой вещество с большой пожаро- и взрывоопасностью, поскольку может самовоспламениться на воздухе.

## Применение циркония и его соединений
В промышленности цирконий стал применяться с 1930-х годов. Из-за высокой стоимости его применение ограничено.
Единственным предприятием, специализирующемся на производстве циркония в России, является Чепецкий механический завод (Глазов, Удмуртия). Цирконий производится также на Украине Государственным научно-производственным предприятием «Цирконий», в городе Каменское Днепропетровской области.

### Металлический цирконий и его сплавы

#### Ядерная энергетика
Цирконий имеет очень малое сечение захвата тепловых нейтронов и высокую температуру плавления. Поэтому металлический цирконий, не содержащий гафния, и его сплавы применяются в ядерной энергетике для изготовления тепловыделяющих элементов, тепловыделяющих сборок и других конструкций ядерных реакторов.

#### Легирование
В металлургии применяется в качестве лигатуры. Хороший раскислитель и деазотатор, по эффективности превосходит Mn, Si, Ti. Легирование сталей цирконием (до 0,8 %) повышает их механические свойства и обрабатываемость. Делает также более прочными и жаростойкими сплавы меди при незначительной потере электропроводности.

#### Пиротехника
Цирконий обладает замечательной способностью сгорать в кислороде воздуха (температура самовоспламенения — 250 °C) практически без выделения дыма и с высокой скоростью. При этом развивается самая высокая температура для металлических горючих (4650 °C). За счёт высокой температуры образующийся диоксид циркония излучает значительное количество света, что используется очень широко в пиротехнике (производство салютов и фейерверков), производстве химических источников света, применяемых в различных областях деятельности человека (факелы, осветительные ракеты, осветительные бомбы, ФОТАБ — фотоавиабомбы; широко применялся в фотографии в составе одноразовых ламп-вспышек, пока не был вытеснен электронными вспышками). Для применения в этой сфере представляет интерес не только металлический цирконий, но и его сплавы с церием, дающие значительно больший световой поток. Порошкообразный цирконий применяют в смеси с окислителями (бертолетова соль) как бездымное средство в сигнальных огнях пиротехники. Проводились удачные эксперименты по использованию горения циркония в качестве источника света для накачки лазера.

#### Сверхпроводник
Сверхпроводящий сплав 75 % Nb и 25 % Zr (сверхпроводимость при 4,2 K) выдерживает нагрузку до 100 000 А/см².

#### Конструкционный материал
В виде конструкционного материала идет на изготовление кислотостойких химических реакторов, арматуры, насосов. Цирконий применяют как заменитель благородных металлов.
В ядерной энергетике цирконий является основным материалом оболочек ТВЭЛов.

#### Медицина
Цирконий обладает высокой стойкостью к воздействию биологических сред, даже более высокой, чем титан, и отличной биосовместимостью, благодаря чему применяется для создания костных, суставных и зубных протезов, а также хирургического инструмента. В стоматологии керамика на основе диоксида циркония является материалом для изготовления зубопротезных изделий. Кроме того, благодаря биоинертности этот материал служит альтернативой титану при изготовлении дентальных имплантатов.

#### Быт
Цирконий применяется для изготовления разнообразной посуды, обладающей отличными гигиеническими свойствами благодаря высокой химической стойкости.

### Соединения
- Диоксид циркония (температура плавления 2700 °C).

Область применения — производство огнеупоров-бакоров (бакор — бадделеит-корундовая керамика). Применяется в качестве заменителя шамота, так как в 3—4 раза увеличивает кампанию в печах для варки стекла и алюминия. Огнеупоры на основе стабилизированного диоксида циркония применяются в металлургической промышленности для желобов, стаканов при непрерывной разливке сталей, тиглей для плавки редкоземельных элементов.
Также применяется в керметах — керамикометаллических покрытиях, которые обладают высокой твёрдостью и устойчивостью ко многим химическим реагентам, выдерживают кратковременные нагревания до 2750 °C.
Диоксид циркония — глушитель эмалей, придаёт им белый и непрозрачный цвет.
На основе кубической модификации диоксида циркония, стабилизированной скандием, иттрием, редкими землями, получают материал — фианит (названный в честь ФИАНа, где он был впервые получен), фианит применяется в качестве оптического материала с большим коэффициентом преломления (линзы плоские), в медицине (хирургический инструмент из диоксида циркония), в качестве синтетического ювелирного камня (дисперсия и игра цвета больше, чем у бриллианта, но показатель преломления меньше), при получении синтетических волокон и в производстве некоторых видов проволоки (фильеры для волочения).
При нагревании диоксид циркония проводит ток, что иногда используется для получения нагревательных элементов, устойчивых на воздухе при очень высокой температуре.
Нагретый диоксид циркония обладает проводимостью по ионам кислорода как твёрдый электролит. Это свойство используется в промышленных электрохимических анализаторах кислорода в газах и жидких металлах.
- Диборид циркония ZrB2 — тугоплавкое соединение. В промышленности синтезируют как из тетрахлорида циркония, так и из металлического циркония:

{\displaystyle {\ce {ZrCl4 + 2 BBr3 + 5 H2 -> ZrB2 + 4 HCl + 6 HBr}}},
{\displaystyle {\ce {7 Zr + 3 B4C + B2O3 -> 7 ZrB2 + 3 CO}}}.
В различных смесях с нитридом тантала и карбидом кремния является материалом для производства резцов.
- Карбид циркония (температура плавления 3530 °C).
- Гидрид циркония применяется в ядерной технике как весьма эффективный замедлитель нейтронов. Также гидрид циркония используется для покрытия металлическим цирконием в виде тонких плёнок с помощью термического разложения его на различных поверхностях.
- Нитрид циркония — материал для керамических покрытий, температура плавления около 2990 °C, гидролизуется в царской водке. Нашёл применение в качестве покрытий в стоматологии и ювелирном деле.

## Изотопы
Известно пять природных изотопов циркония: 90Zr (51,46 %), 91Zr (11,23 %), 92Zr (17,11 %), 94Zr (17,4 %), 96Zr (2,8 %), причём 96Zr слабо радиоактивен (двойной бета-распад с периодом полураспада 2,34⋅1019 лет). Из искусственных радиоактивных изотопов важнейшим является 95Zr (Т½ = 65 сут); он используется в качестве изотопного индикатора.